# Округ Калман (Алабама)
Округ Калман (енгл. Cullman County) је округ у америчкој савезној држави Алабама. По попису из 2010. године број становника је 80.406. Седиште округа је град Калман.

## Демографија
Према попису становништва из 2010. у округу је живело 80.406 становника, што је 2.923 (3,8%) становника више него 2000. године.
| Група             | 2000.          | 2010.          |
| Белци             | 73.940 (95,4%) | 74.568 (92,7%) |
| Афроамериканци    | 743 (1,0%)     | 856 (1,1%)     |
| Азијати           | 140 (0,2%)     | 343 (0,4%)     |
| Хиспаноамериканци | 1.688 (2,2%)   | 3.454 (4,3%)   |
| Укупно            | 77.483         | 80.406         |